# Помбия (сафари-парк)
Помбия (итал. Safari Park di Pombia) — сафари-парк, зоопарк и парк развлечений в муниципалитете Помбия, Пьемонт, северная Италия, созданный Анджело Ломбарди в 1976 году; занимает площадь в 400 тысяч м². В 1999 году парк, к тому времени уже обветшавший, приобрёл Орфео Триберти, начавший масштабные работы по его реконструкции. При этом владельце территория парка оказалась фактически разделена на две зоны: сафари-парк и зона развлечений. Сафари-парк имеет договор о сотрудничестве с факультетом ветеринарной медицины Туринского университета по проведению ряда научно-исследовательских проектов по, в частности, патологии сельскохозяйственных животных и предотвращению вымирания редких видов. Всего на территории парка обитает более 600 видов животных.
Парк примечателен в том числе проживанием в нём пары белых львов (альбиносов), у которых рождались белые львы в 2004 и 2006 годах. В июле 2011 года при сафари-парке был основан некоммерческий фонд Sos Elephants, целью которого является сохранение популяции борнейского слона.

## Фотогалерея
- Лев
- Нанду и Страус
- Бородатая неясыть
- Гепард